# 臺場

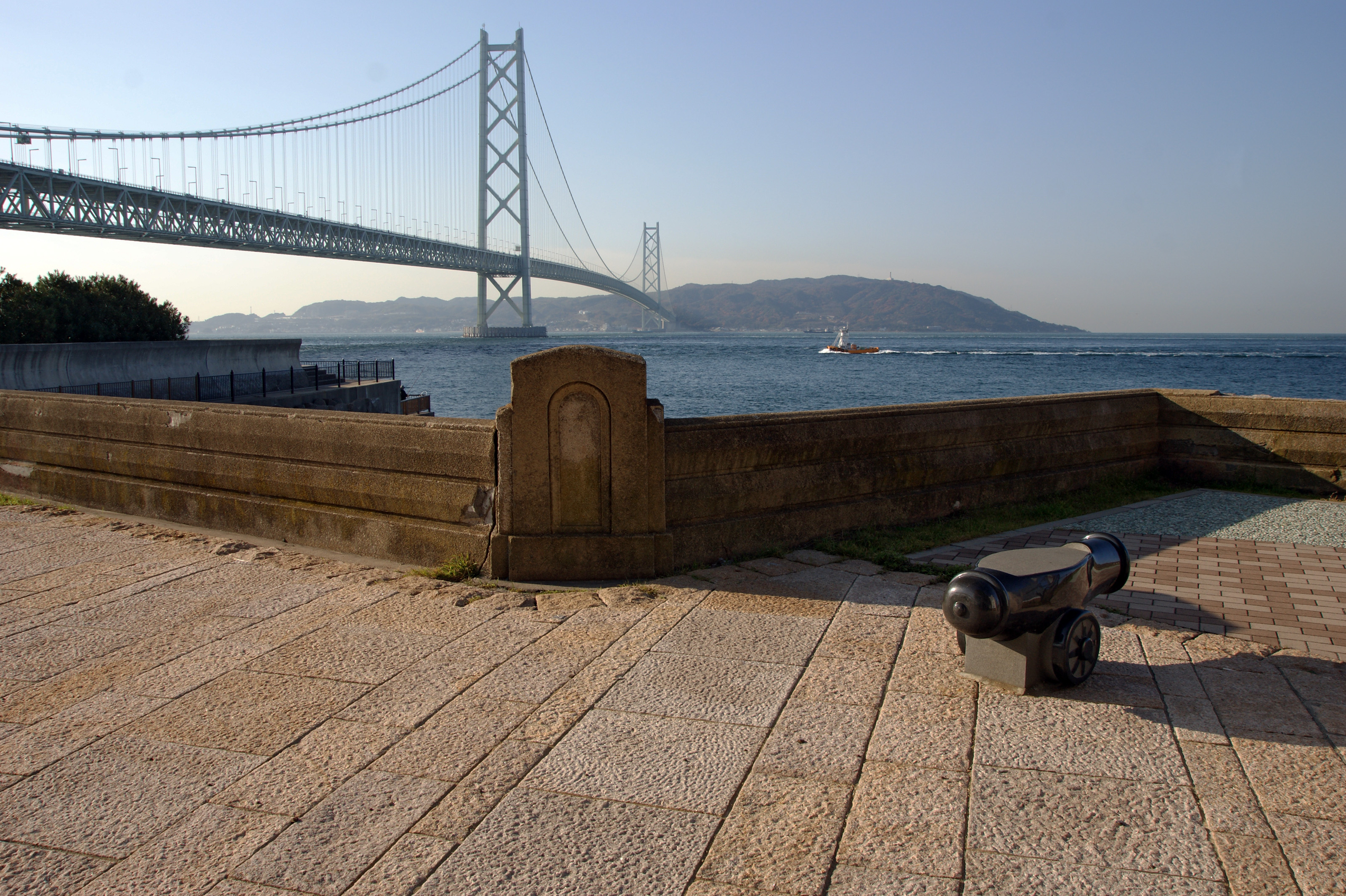
防衛明石海峽的明石藩舞子臺場跡

臺場（日语：〔〕／ daiba）是日本幕末設置的炮台、要塞。
當初幕府與各藩為追打外國船隻，多在海岸、河岸建造。而幕末至明治時代爆發的戊辰戰爭、箱館戰爭、西南戰爭中，堡壘、塹壕、垛口等野戰設施亦多稱臺場。海岸線外，亦多建於山口、高臺、交通要衝。

## 主要臺場遺存

### 幕府臺場
- 品川臺場（品川砲臺）（東京都港區） - 國史跡。江戶幕府防備黑船來航建造的砲臺。通稱「御台場」。建有第一臺場至第七臺場，第七臺場未完成。
- 辯天台場（北海道函館市） - 新選組與明治新政府軍最後一戰之處。
- 堺臺場（日语：堺台場跡）（大阪府堺市堺區） - 設有36貫臼砲等8門大砲。堺事件的舞臺。
- 楠葉臺場（日语：楠葉台場）（大阪府枚方市）、高濱臺場（大阪府三島郡島本町） - 防衛淀川的河川臺場。為從兩岸砲擊京都方面遡上的敵艦，2基砲臺為1組。

### 各藩臺場

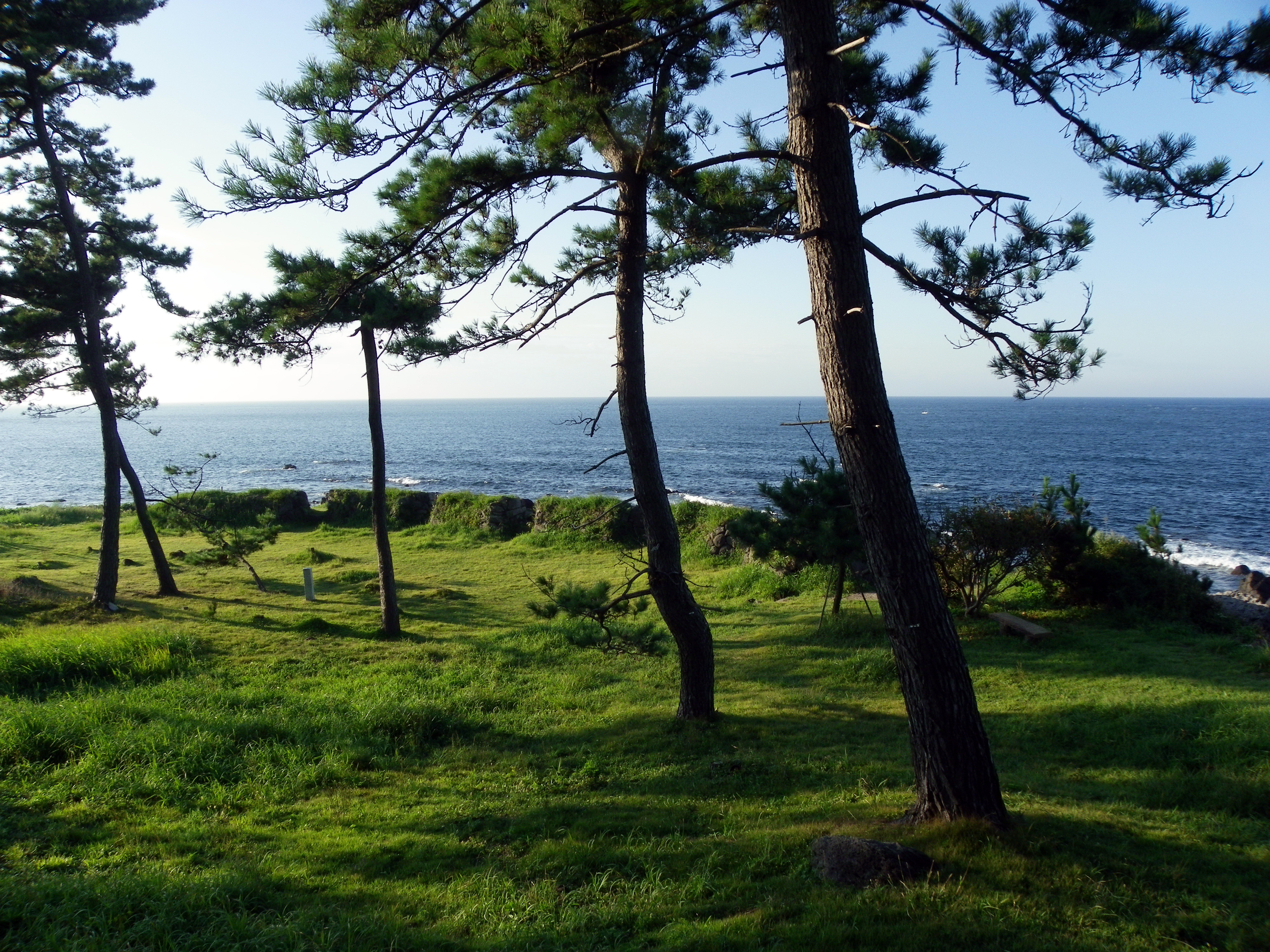
丸岡藩砲臺跡

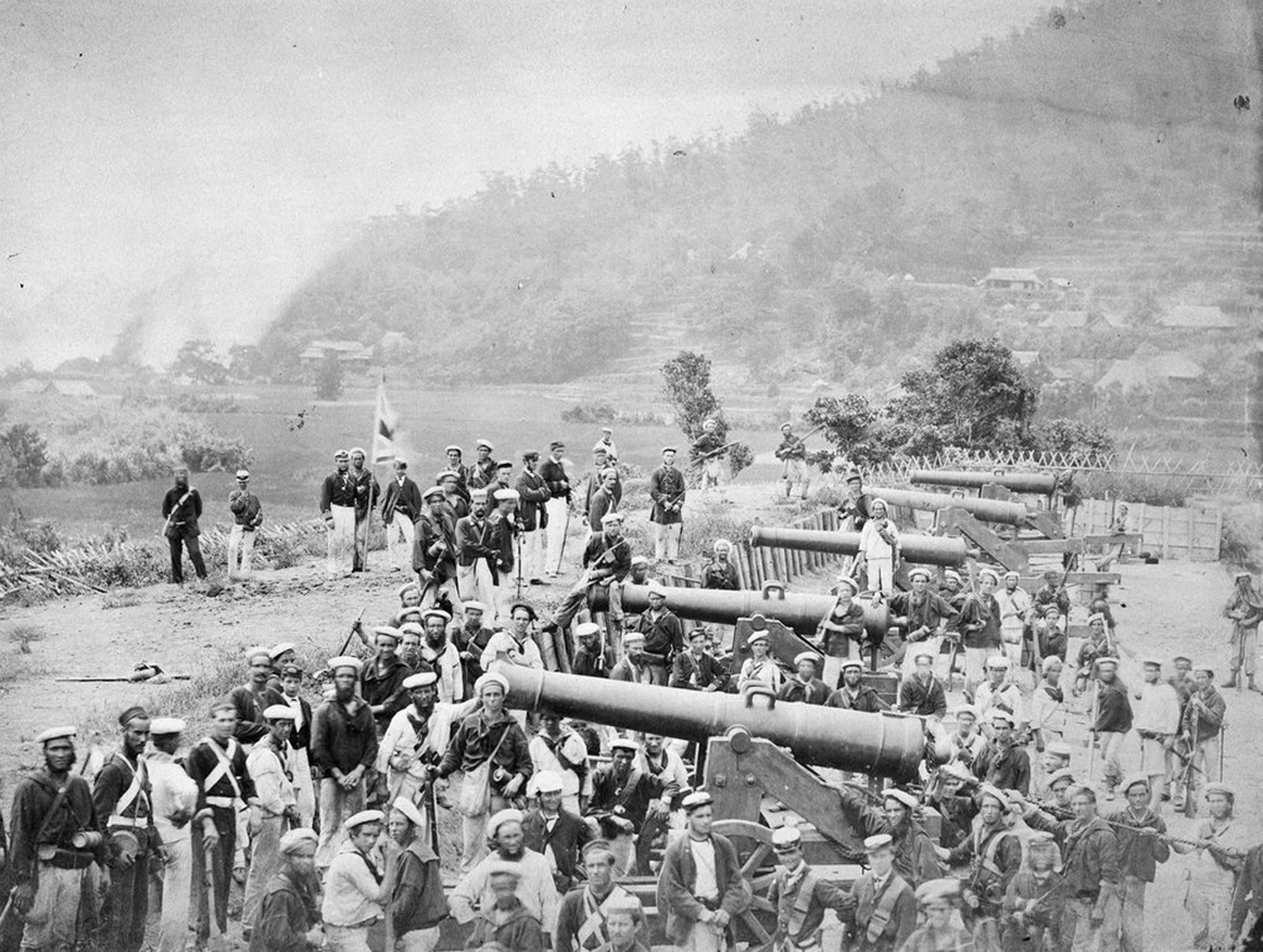
下關戰爭時外國軍佔領的長州藩前田臺場

- 平舘臺場（青森縣外濱町，弘前藩） - 青森縣指定文化財（日语：青森県指定文化財一覧）。
- 加賀藩生地臺場（日语：生地台場）（富山縣黑部市） - 富山縣指定文化財
- 伏木臺場跡（富山縣高岡市） - 富山縣指定文化財，屬加賀藩為防備外國船隻所設置13處砲臺，1851年設。1867年撤銷。
- 丸岡藩砲臺跡（日语：丸岡藩砲台跡）（福井縣坂井市三国町梶） - 梶臺場，國史跡[1]。
- 小濱藩臺場跡（日语：小浜藩台場跡）（福井縣大飯郡大飯町） - 松瀨臺場跡、鋸崎臺場跡。國史跡[2]。
- 明石藩舞子臺場跡（日语：松ヶ瀬台場跡）（兵库县神户市） - 國史跡。胜海舟設計，用於防衛明石海峽。
- 德島藩松帆臺場跡（日语：徳島藩松帆台場跡）（兵庫縣淡路市） - 國史跡[3]。用於防衛明石海峡。
- 鳥取藩臺場跡（日语：鳥取藩台場跡）（鳥取縣內8處） - 國史跡[4]。
- 長州藩下關前田臺場跡（日语：長州藩下関前田台場跡）（山口县下关市） - 國史跡。用於防衛關門海峽，是下關戰爭的舞臺。由低臺場與高臺場構成，週邊建有壇之浦砲臺跡（壇ノ浦砲台跡）等十多個砲臺[5]。
- 菊濱土壘（菊ヶ浜土塁，山口縣萩市） - 別名女臺場[6]。萩市指定史跡。沿海岸線建造，到處都有橫箭矢的防壘（日语：防塁）。
- 福岡藩臺場跡（日语：台場 (福岡藩)）

### 戊辰戰爭臺場
- 四稜郭（日语：四稜郭）（北海道函館市）
- 權現臺場（同市） - 幕府軍在箱館東照宮（現神山稻荷神社。東照宮之後移至同市陣川町）境內建造的野戰陣地。
- 母成峠（日语：母成峠）、馬入峠（福岛县豬苗代町等） - 會津戰爭時會津藩在國境山道建造的野戰陣地。
- 酒樽臺場（京都府京都市） - 鸟羽伏见之战時幕府軍緊急建造的路障。以接收的酒樽建造，並以此命名。

### 西南戰爭臺場
- 七本柿木臺場（熊本縣熊本市）
- 二俁瓜生田官軍砲臺（熊本縣玉名郡玉東町） - 政府軍堡壘
- 鹿兒島橋頭堡[7]（鹿兒島縣鹿兒島市） - 政府軍建造。由許多堡壘與野戰陣地構成。

## 其他臺場、陣屋設營地
- 神奈川縣

猿島（橫須賀市）
神奈川臺場（横滨市神奈川區，伊豫松山藩）
小田原臺場（小田原市，小田原藩）
- 千葉縣
  - 房州沿岸警備役：會津藩、武藏忍藩，1853年黑船來航後，備前岡山藩、筑後柳川藩亦增設

洲之崎備場（洲ノ崎備場，館山市，館山灣突出部份）
富津臺場（富津市，柳川藩）
七曲砲臺（富津市，会津藩）
嶋戶倉砲臺（富津市）
竹岡砲臺（竹ヶ岡砲台，富津市，會津藩）
吾妻村番所（富津市，幕府）
白子遠見番所（南房總市，幕府）
富津陣屋（富津市，白河藩）
竹岡陣屋（竹ヶ岡陣屋，富津市）
波左間陣屋（鴨川市）
北條陣屋
飯野陣屋（富津市，飯野藩）
- 和歌山县

雜賀崎臺場（和歌山市，紀州藩，現番所庭園）
加太臺場（和歌山市，紀州藩）

### 引用
1. ↑   - 線上文化遺產（文化廳） （日語）
2. ↑   - 線上文化遺產（文化廳） （日語）
3. ↑  .   [2021-12-17]. （原始内容存档于2021-05-23）.
4. ↑   - 國指定文化財等數據庫（日語）
5. ↑  . 山口縣文化振興課.   [2021-12-17]. （原始内容存档于2021-04-09）.
6. ↑  . 萩市觀光協會.   [2021-12-17]. （原始内容存档于2021-05-14）.
7. ↑  藤井尚夫.  . 历史群像 (學研出版（日语：学研パブリッシング）). 2009,. No.98（12月號）: 113－121.

### 來源
- 原剛.  . 名著出版. 1988. ISBN 978-4626013149.
- 淺川道夫（日语：淺川道夫）.  . 錦正社（日语：錦正社）. 2009. ISBN 978-4764603288.
- . 第34回 全國城郭研究者講座（日语：全国城郭研究者セミナー）. 中世城郭研究會. 2017-08-05  [2017-09-03]. （原始内容存档于2021-12-17）.

## 外部連結
- . kotobank （日语）.